# Meurchin
Meurchin là một xã trong tỉnh Pas-de-Calais, vùng Hauts-de-France, Pháp.
Meurchin là một xã khai thác than đá trước đây nhưng ngày nay là một xã công nghiệp nhẹ và nông trại.

## Dân số
| 1962                                                              | 1968 | 1975 | 1982 | 1990 | 1999 | 2006 |
| ----------------------------------------------------------------- | ---- | ---- | ---- | ---- | ---- | ---- |
| 3308                                                              | 3397 | 3252 | 3422 | 3748 | 3632 | 3690 |
| Số liệu điều tra dân số tính từ năm 1962, dân số chỉ tính một lần |      |      |      |      |      |      |